# Taslima Nasreen
Taslima Nasreen, ou Taslima Nasrin, née le 25 août 1962 à Mymensingh, est une femme de lettres d'origine bangladaise qui milite pour les droits des femmes.
Taslima Nasreen a acquis en Occident l'image d'une combattante pour l'émancipation des femmes et la lutte contre ce qu'elle appelle l'obscurantisme religieux de son pays d'origine, le Bangladesh.

## Biographie
Troisième enfant d'une famille paysanne très connue, Taslima Nasreen suit les traces de son père médecin et fait des études de médecine spécialisée en gynécologie. Nasreen commence à écrire de la poésie vers l'âge de 13-14 ans. Quand elle est encore au lycée à Mymensingh, elle publie et édite un magazine littéraire, SeNjuti (Lumière dans les ténèbres), de 1978 à 1983.
Après l'obtention de ses diplômes de docteur gynécologue, en 1984, elle exerce pendant plusieurs années, tout d'abord dans une clinique de planning familial à Mymensingh, puis à Dhaka à partir de 1990,.
Elle publie son premier recueil de poèmes en 1986. Son second recueil, Nirbashito Bahire Ontore (Banni à l'intérieur et extérieur) connaît un grand succès. Elle réussit à attirer un plus large public avec ses éditoriaux vers la fin des années 1980, puis avec les romans qu'elle commence à écrire au milieu des années 1990.
Le 27 septembre 1993, une fatwa est prononcée contre elle par des fondamentalistes islamiques. Sa tête est mise à prix pour avoir critiqué l'islam au Bangladesh. Elle s'enfuit de son pays en 1994 à la suite de la parution de son livre Lajja, dénonçant l'oppression musulmane sur une famille hindoue. Elle passe les dix années suivantes dans diverses villes d'Europe ; en juin 1995, elle choisit d'habiter à Berlin, à Stockholm et enfin à New York (où sa sœur réside).
Elle a tenté d'obtenir la nationalité indienne, qui lui a été refusée.
À la suite d'une conférence en Inde en 2007, une prime de 500 000 roupies est offerte par un groupe islamiste pour sa décapitation dès mars 2007.

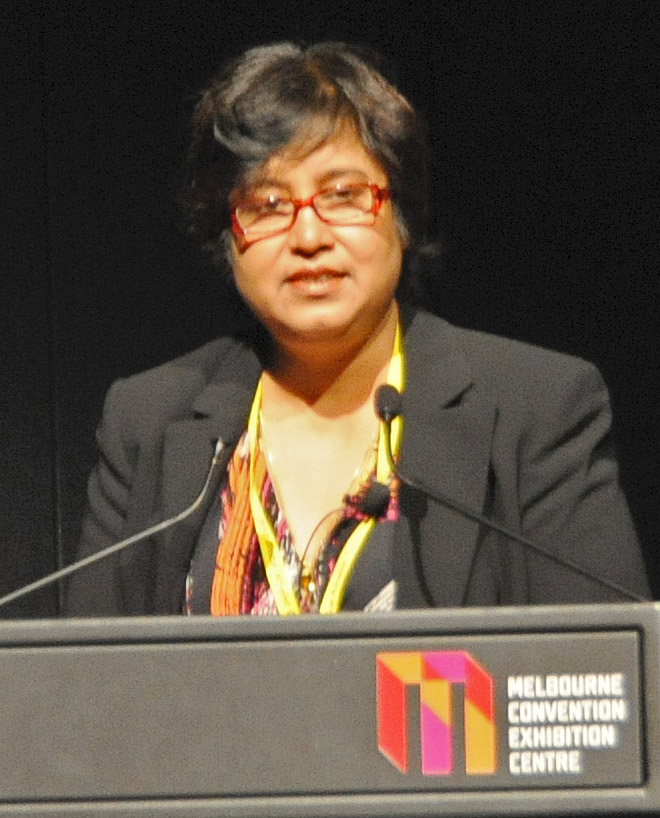
Taslima Nasrin en mars 2010 lors de la Global Atheist Convention à Melbourne, en Australie.

Fin novembre 2007, elle fuit Calcutta à la suite de violentes manifestations contre sa présence. Dans les jours suivants, elle est exfiltrée de ville en ville à la suite de propos jugés blasphématoires contre l'islam. À la suite de ces évènements, les autorités indiennes ne lui délivrent plus que des visas temporaires. Elle modifie sa biographie Dwikhandito, interdite en Inde sous sa forme originale, pour rendre les autorités indiennes plus compréhensives relativement à ses demandes de séjour dans ce pays.
À la mi-février 2008, elle obtient la prolongation de son visa indien pour six mois, jurant que l'Inde était devenue sa seconde patrie et refusant de venir à Paris pour recevoir le Prix Simone de Beauvoir pour la liberté des femmes qui venait de lui être décerné. Cependant le 19 mars 2008, elle se réfugie définitivement en Europe après avoir été accusée de blasphème par des musulmans radicaux en Inde.
Le 21 mai 2008, elle reçoit le Prix Simone de Beauvoir des mains de Rama Yade, secrétaire d'État aux Droits de l'Homme, après avoir rencontré la présidente du mouvement Ni putes ni soumises, Sihem Habchi. Devenue citoyenne d'honneur de Paris le 7 juillet 2008, elle sollicite la protection de la Mairie de Paris pour parer à sa situation financière précaire et obtient en février 2009 de se voir mettre à disposition par la Ville de Paris un logement dans la résidence d'artistes du couvent des Récollets, dont les premiers loyers seront pris en charge.
En février 2010, on lui attribue la publication d'un article dans le Kannada Daily qui provoque des émeutes et entraîne la mort de deux hommes dans le Karnataka, en Inde. « Anéantie » par cette nouvelle, Nasreen nie être l'auteur de la publication qui s'avère être une traduction grossière dans une langue locale (le kannada) d'un texte paru en janvier 2007 dans l’hebdomadaire Outlook India dans lequel elle contestait la thèse selon laquelle le Coran et les hadiths seraient silencieux sur l'obligation pour les femmes du port du voile. Elle y affirmait notamment que les musulmanes devaient « brûler leurs burqas ».
En 2011, elle participe au festival littéraire Metropolis bleu à Montréal.
Le 23 mai 2013, elle s'engage auprès de l'Organisation pour la citoyenneté universelle (OCU) pour la libre circulation des femmes et des hommes dans le monde. Elle reçoit un « passeport de citoyenneté universelle » symbolique, au siège de l'UNESCO, à Paris.
En 2015, menacée de mort par des extrémistes liés à Al-Qaïda, Taslima Nasreen est aidée le 27 mai par le Center for Inquiry (CFI) pour se rendre aux États-Unis, où elle vit depuis. Le Center for Inquiry fait une déclaration officielle en juin 2015 estimant que sa sécurité « n'est que temporaire si elle ne peut pas rester aux États-Unis. Cependant, le CFI a créé un fonds d'urgence pour aider à la nourriture, au logement et aux moyens pour qu'elle soit installée en toute sécurité ».
Le 17 août 2022, à l'occasion de l'agression contre Salman Rushdie, elle publie une tribune dans Le Monde : « L’agression de Salman Rushdie dit aux critiques de l’islam qu’ils ne seront en sécurité nulle part dans le monde ».
En septembre 2022, elle adresse son soutien aux manifestations en Iran, consécutives à la mort de Mahsa Amini, jeune femme arrêtée par la police pour n'avoir pas bien mis son hijab et morte peu après.

## Pensée
L'expérience de violences sexuelles lors de son adolescence et son travail comme gynécologue ont développé chez Taslima Nasreen une vision critique du traitement des femmes dans les pays musulmans. Ses écrits sont caractérisés par deux éléments : son combat pour la laïcité et pour les droits des femmes,,,.
Elle est influencée par Virginia Woolf, Simone de Beauvoir et Rokeya Sakhawat Hussain, qui vécut du temps du Bangladesh unifié. Elle est également influencée par le poète Humayun Azad. Ses derniers écrits témoignent de sa proximité avec le Bangladesh et l'Inde.
Le 30 avril 2010, dans un entretien publié par Le Figaro Madame, elle expose trois de ses idées maîtresses :
- Elle reproche aux fondamentalistes leur misogynie et leur haine de la liberté d'expression. L'intégrisme est aussi une réaction aux avancées des droits des femmes dans de nombreux pays.
- Elle estime que les écrits religieux sont oppressifs envers les femmes car les droits des femmes, au même titre que ceux des hommes sont universels. Les personnes peuvent évoluer, pas les dogmes religieux, car ils s'appuient sur des textes sacrés censés porter la parole de Dieu.
- Le conflit idéologique n'est pas entre le christianisme et l'islam, mais entre le fondamentalisme et la laïcité, entre les croyances irrationnelles, aveugles, obscurantistes, et la raison.

## Œuvres
Taslima Nasreen a écrit en tout plus de trente livres de poésie, essais, romans, nouvelles et mémoires, et ses œuvres ont été traduites dans plus de 20 langues différentes.
- Lajjā : La Honte (selon les éditions), roman. Paris : Stock, coll. « Nouveau cabinet cosmopolite », 1994. 286 p. Traduit du bengali par C. B. Sultan, d'après Lajjā.
- Lieux et non-lieux de l'imaginaire, choix de poèmes. Coédition, Arles : Actes Sud, coll. « Babel » 119 ; Paris : Maison des cultures du monde, coll. « Internationale de l'imaginaire. Nouvelle série », no 2, 1994. 131 p.
- Femmes, manifestez-vous !. Paris : Des femmes, 1994. 105 p. Traduit du bengali par Shishir Bhattacharja et Thérèse Réveillé, d'après Nirbachito column.
- Une autre vie : poèmes. Paris : Stock, coll. « Nouveau cabinet cosmopolite », 1995. 143 p. Traduits du bengali et adaptés par France Bhattacharya et André Velter.
- Un retour ; suivi de Scènes de mariage, récits. Paris : le Grand livre du mois, 1995. 341 p. Traduits du bengali par Pralay Dutta Gupta et Paul Ray, d'après Fera.
- l'Alternative ; suivi de Un destin de femme : récits. Paris : Stock, coll. « Nouveau cabinet cosmopolite », 1997. 263 p. Traduit du bengali par Philippe Benoît, d'après Aparpaksha et Bhramar kaiyo giya
- Enfance, au féminin. Paris : Stock, coll. « Nouveau cabinet cosmopolite », 1998. 457 p. Traduit du bengali par Philippe Benoît, d'après Amar meebela.
- Femmes : poèmes d'amour et de combat. Paris : Librio, no 514, 2002. 94 p. Traduits de l'anglais par Pascale Haas, d'après All about women ; avec une préface de Danielle Charest.
- Vent en rafales, récit. Paris : P. Rey, 2003. 379 p. trad. du bengali par Philippe Daron, d'après Utal hawa.
- Libres de le dire, Flammarion, 2010, 320 p. (ISBN 2081233002), avec Caroline Fourest.
- À la recherche de l'amant français. Les Éditions Utopia, coll. « Dépasser le patriarcat », 2015, 369p. Traduit de l'anglais par Marion Barailles, d'après Farasi Premik.

### Écrites ou traduites en anglais
- Meyebela (My Bengali Girlhood - A Memoir of Growing Up Female in a Muslim World)
- The Game in Reverse (Poèmes)
- French Lover, roman, éditions Penguin, 2002.

## Mise en musique
- The Cry - Poèmes de Taslima Nasreen ; Steve Lacy (saxophone soprano) ; Irene Aebi (voix) ; Tina Wrase (Saxophone soprano et sopranino, clarinette basse) ; Petia Kaufman (clavecin) ; Cathrin Pfeifer (accordéon) ; Jean-Jacques Avenel (contrebasse) ; Daniel "Topo" Gioia (percussions) (Enregistré le 8 mars 1988 à l'Alhambra de Genève, 2CD Soul-Note 121315-2) (OCLC 42404513)

## Récompenses et distinctions
- 1991 : Ananda Literary Award
- 1994 : prix Sakharov pour la liberté de pensée, (décerné par le Parlement européen).
- 10 décembre 2007 : prix des droits de l’homme de la République française[24].
- 2008 : Prix Simone de Beauvoir pour la liberté des femmes.
- 2011 : docteur honoris causa de l'université catholique de Louvain[25].